# Elezioni presidenziali in Siria del 1953
Le elezioni presidenziali in Siria del 1953 si tennero il 10 luglio. L'unico candidato, Adib al-Shishakli, fu eletto Presidente col 99,7% dei voti. L'affluenza fu dell'86,8%.

## Risultati
| A favore        | 861 910 | 99,77 |  |  |  |  |  |  |
| Contro          | 2 515   | 0,29  |  |  |  |  |  |  |
| Totale          | 863 865 | 100   |  |  |  |  |  |  |
|                 |         |       |  |  |  |  |  |  |
| Voti non validi | 560     | 0,06  |  |  |  |  |  |  |
| Votanti         | 864 425 | 86,84 |  |  |  |  |  |  |
| Elettori        | 995 417 |       |  |  |  |  |  |  |